# Pseudobranchus striatus
Pseudobranchus striatus är en ållik art i ordningen stjärtgroddjur och familjen Sirenidae som finns i sydöstra USA.

## Taxonomi
Salamandern har tre underarter, P. s. striatus, P. s. spheniscus och P. s. lustricolus. Den sista underarten är inte erkänd av alla forskare.

## Utseende
Salamandern är ålliknande med mycket små framben, inga bakben och yttre, buskiga gälar. Den är nära släkt med Pseudobranchus axanthus, som förr räknades till denna art. Längden är 10 till 22 cm, honorna något längre än hanarna. Larvernas kroppsbyggnad skiljer sig från de vuxnas genom att de har en ryggfena som sträcker sig från nacken till svansspetsen. Färgteckningen varierar mellan underarterna:
- P. s. striatus: Denna underart är tämligen kraftigt byggd. Ryggsidan är brun till svart med en mörkbrun längsstrimma mitt på ryggen, och ett fint gult streck i denna strimma. Dessutom har ryggen bredare, gula tvärstrimmor. Buksidan är ljusare än ryggsidan och spräcklig i gult.
- P. s. spheniscus: Underarten är slank och ganska kort med ett spetsigt, kilformat huvud. Ryggsidan är brun till svart med två, eller i undantagsfall tre gula eller brungula tvärstrimmor.
- P. s. lustricolus: Även denna underart är kraftigt byggd. Ryggsidan är brun till svart med ett brett, mörkt längsband med tre tunnare, gula strimmor inuti. Dessutom har den två tvärstrimmor, den främre orangebrun och den bakre silvervit.[3]

## Utbredning
Arten finns i södra South Carolina, södra Georgia, och norra halvan av Florida i USA.

## Vanor
Arten är helt vattenlevande och föredrar grunda, sura vattensamlingar, gärna med cypresser eller gummiträd. De vistas också gärna i gyttjiga bottnar. Litet är känt om fortplantningen, men den är akvatisk, och äggen läggs bland vattenväxter. Äggläggningen sker mellan november och mars. Den livnär sig främst på vattenlevande, ryggradslösa djur.

## Status
Pseudobranchus striatus är klassad som livskraftig ("LC"), men beståndet minskar, framför allt på grund av urbanisering och andra ändringar i infrastrukturen som påverkar deras habitat.